# Bussho Gonenkai Kyōdan

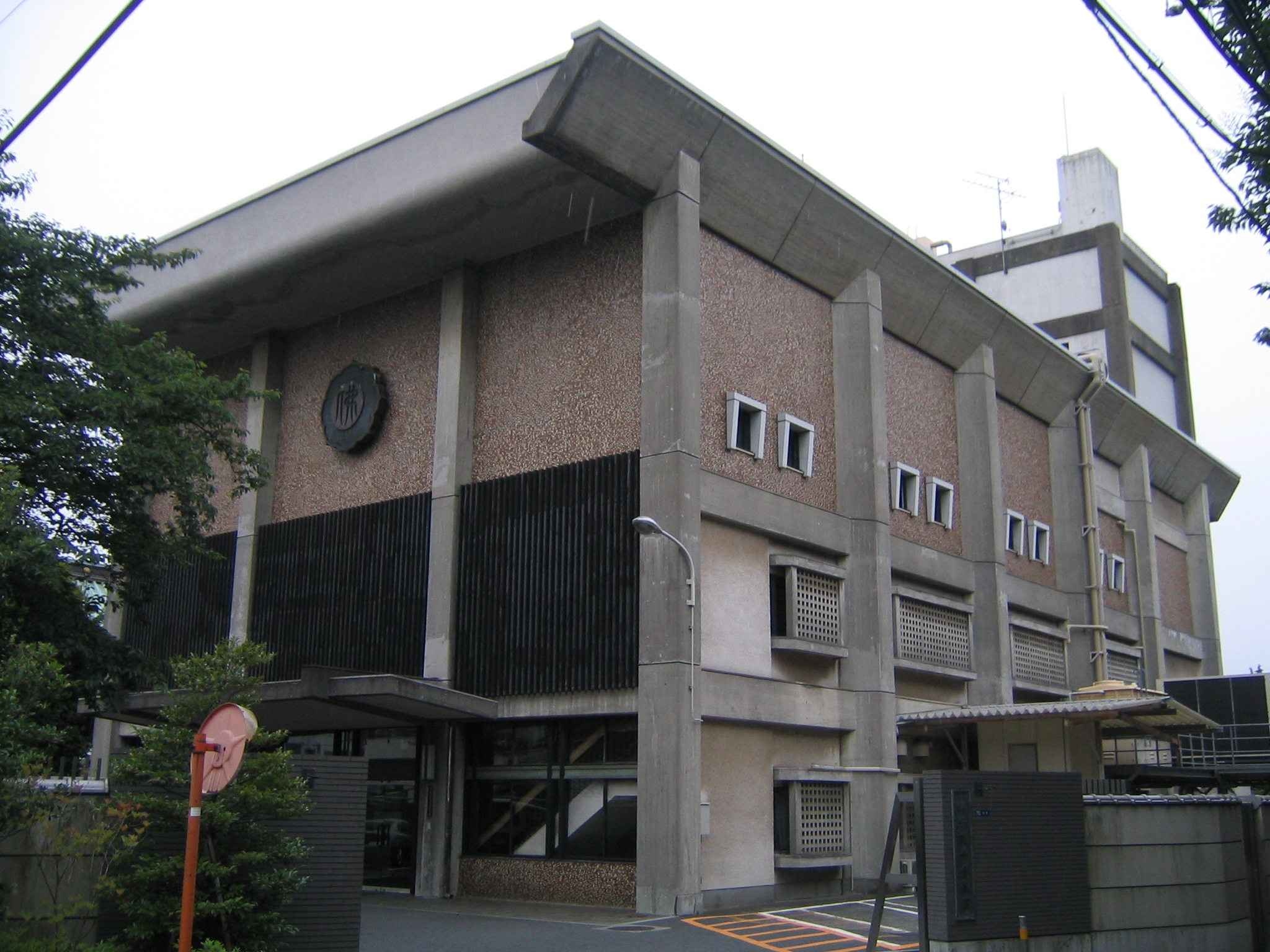
Hauptsitz

Bussho Gonenkai Kyōdan (jap. 佛所護念会教団) ist eine neobuddhistische Bewegung. Sie wurde am 30. Oktober 1950 von Kaichi Sekiguchi und seiner Frau Tomino Sekiguchi in Japan gegründet. Sie ging aus der Religionsgemeinschaft Reiyūkai (Gesellschaft der Freunde der Geister) des Nichiren-Buddhismus hervor.
Im Zentrum ihres Glaubens steht das Lotossutra. Ihr dritter und derzeitiger Präsident ist Noritaka Sekiguchi, der Sohn des Gründerpaares, und ein Mitglied der Vertreterversammlung des revisionistischen Lobby Nippon Kaigi.
Die Mitgliederzahlen differieren je nach Quelle. Mitgliederzahlen fußen zum Teil auf Selbstangabe der Gemeinde. Älteren Angaben zufolge zählt die Gemeinschaft 1.354.662 Mitglieder. Susumu Shimazono gibt für das Jahr 1990 die Zahl 2.196.813 an.